# Gangbal Lake
Der Gangbal Lake (auch Gangabal Lake) ist ein Bergsee im westlichen Himalaya im indischen Unionsterritorium Jammu und Kashmir.
Der See liegt 40 km nordnordöstlich von Srinagar im Distrikt Ganderbal. Der auf 3566 m Höhe gelegene See bedeckt eine Fläche von 167 ha. Er befindet sich an der Nordflanke des 5142 m hohen vergletscherten Berges Haramukh. Der See wird an seinem östlichen Ende zum südlich gelegenen Nundkol Lake und weiter über den Wangath Nallah zum Sind entwässert.
Der Gangbal Lake ist ein touristisches Ziel. In den Monaten November–April gefriert die Seeoberfläche. Der Gangabal-See gilt bei den Hindus als heilig und wird von den Kaschmir-Hindus als Wohnsitz des Gottes Shiva angesehen.

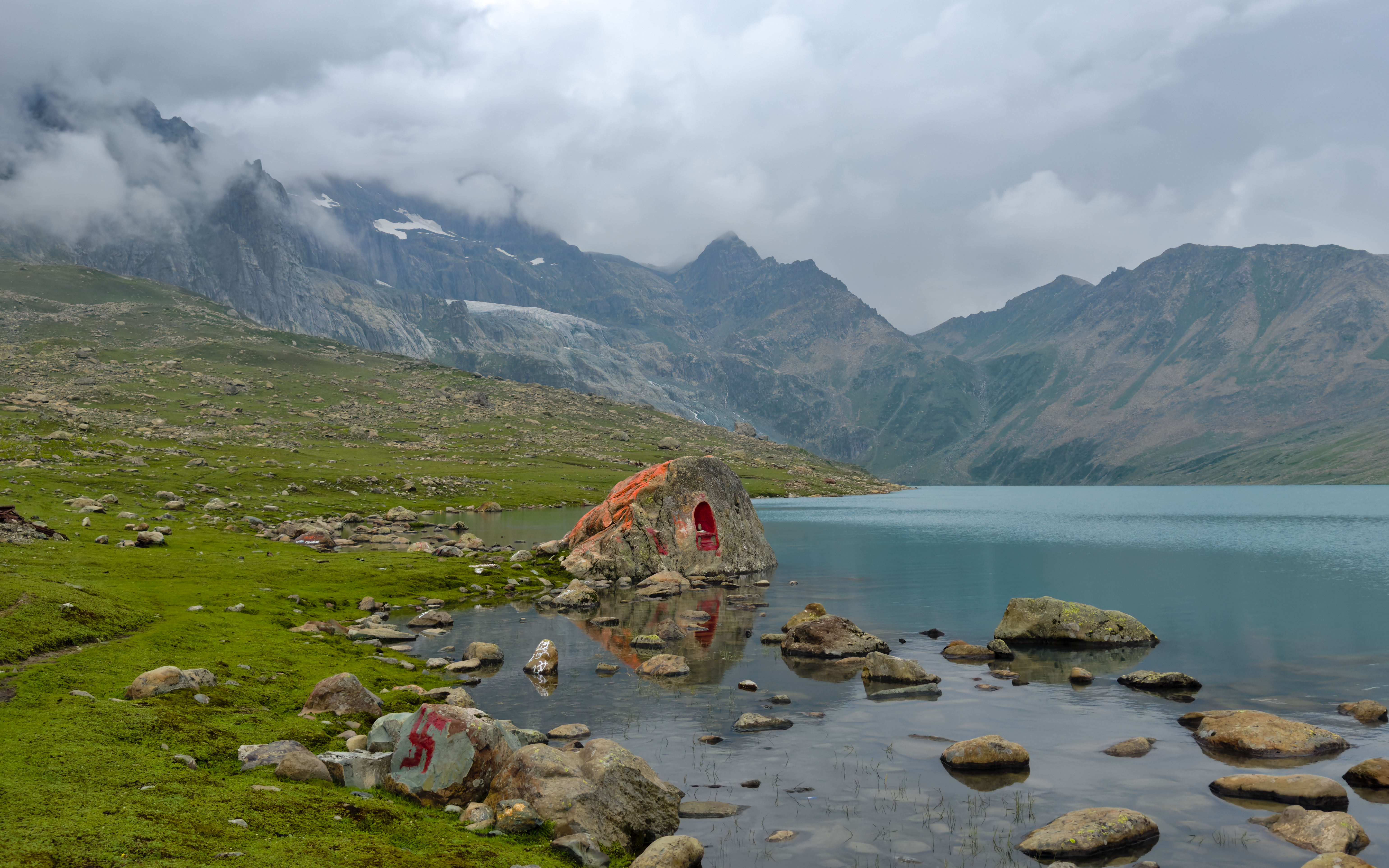
Ein Shiva-Schrein am Ufer des Gangabal-Sees.